# MTV Europe Music Awards 1996
Trzecie rozdanie nagród MTV Europe Music Awards odbyło się 14 listopada 1996 roku w Londynie. Miejscem ceremonii był Alexandra Palace. Gospodarzem był angielski piosenkarz Robbie Williams.

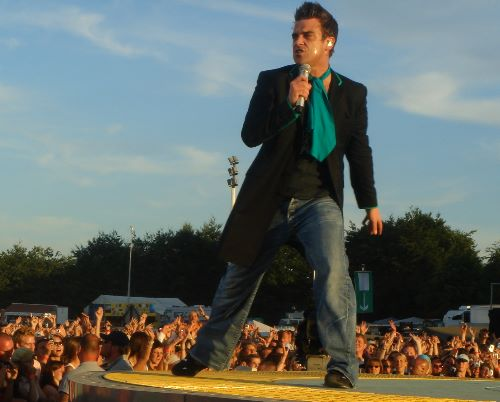
Prowadzący ceremonię w 1996 roku: Robbie Williams

## Zwycięzcy
- Najlepszy wokalista: George Michael
- Najlepsza wokalistka: Alanis Morissette
- Najlepszy zespół: Oasis
- Najlepszy wykonawca rock: The Smashing Pumpkins
- Najlepszy wykonawca dance: The Prodigy
- Najlepsza piosenka: Oasis, Wonderwall
- Wybór MTV: Backstreet Boys, Get Down (You're the One for Me)
- Przełomowy artysta: Garbage
- MTV Amour: Fugees